# Bois-de-Champ
Bois-de-Champ ist eine französische Gemeinde mit 105 Einwohnern (Stand 1. Januar 2022) im Département Vosges in der Region Grand Est (bis 2015 Lothringen). Sie gehört zum Arrondissement Saint-Dié-des-Vosges und zum Gemeindeverband Saint-Dié-des-Vosges.

## Geografie
Die Gemeinde Bois-de-Champ liegt in den Vogesen, die hier weit nach Westen ausladen, etwa 15 Kilometer westlich von Saint-Dié-des-Vosges, der Hauptstadt (chef-lieu) des gleichnamigen Arrondissements. Das 17,69 Quadratkilometer große Gemeindegebiet ist fast vollständig bewaldet (Forêt Domaniale de Champ). Das größte Dorf in der Gemeinde ist Maillefaing – hier befindet sich das Bürgermeisterhaus (Mairie). Durch das Gemeindegebiet fließt die Mortagne, ein linker Nebenfluss der Meurthe. Der höchste Punkt mit 633 Meter über dem Meer ist eine namenlose Erhebung im äußersten Südosten der Gemeinde. Weitere Erhebungen im Gemeindegebiet heißen:
- Tête de la Louvière 625 m
- Fourchon d’Erival 616 m
- Tête de l’Air 608 m
- les Grands Vitourneurs 592 m

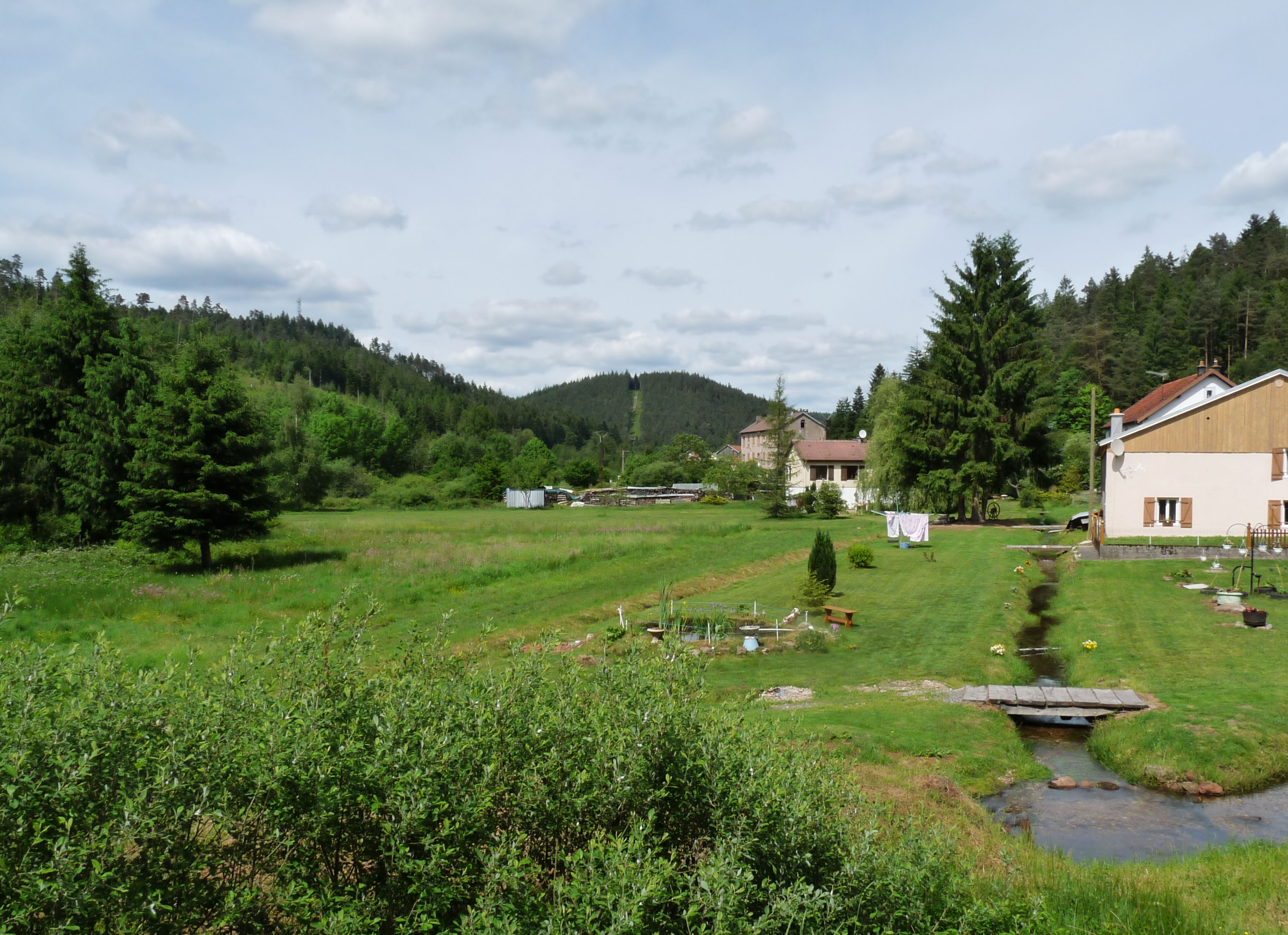
Bois-de-Champ

Zu Bois-de-Champ gehören neben dem zentralen Dorf Maullefaing auch der Ortsteil Auberfosse und einige verstreute Einzelgehöfte. 
Nachbargemeinden von Bois-de-Champ sind Les Rouges-Eaux im Norden, Taintrux im Osten, La Houssière im Südosten, Biffontaine im Süden, Belmont-sur-Buttant im Südwesten sowie Domfaing im Westen.

## Ortsname
Gegründet wurde die Gemeinde 1793 als Bois de Champs. Den aktuellen Namen trägt sie seit 1801.

## Bevölkerungsentwicklung
| Jahr      | 1962 | 1968 | 1975 | 1982 | 1990 | 1999 | 2006 | 2013 | 2021 |
| Einwohner | 116  | 122  | 94   | 91   | 87   | 93   | 109  | 118  | 104  |

Im Jahr 1811 wurde mit 411 Bewohnern die bisher höchste Einwohnerzahl ermittelt. Die Zahlen basieren auf den Daten von cassini.ehess und INSEE.

## Wirtschaft und Infrastruktur
In Bois-de-Champ gibt es keine Kirchen und keine Kapellen. Zuständig ist die Pfarrei in der Nachbargemeinde Les Rouges-Eaux. Wegen der Abgeschiedenheit und der geringen Bevölkerungsdichte hat die Gemeinde auch keine Schule. In den dichten Wäldern spielt die Forstwirtschaft eine Rolle. In Bois-de-Champ gibt es zwei Viehzuchtbetriebe. Viele Bewohner pendeln in umliegende größere Gemeinden.
Erschlossen wird Bois-de-Champ einzig von der Fernstraße D420, die von Épinal über den Pass Col du Haut Jacques nach Saint-Dié-des-Vosges führt. Schmale Straßen und Waldwege führen nach Biffontaine und Mortagne. Der nächste Bahnhof befindet sich in der elf Kilometer entfernten Stadt Bruyères an der Bahnstrecke von Arches nach Saint-Dié-des-Vosges.

## Belege
1. ↑  Bois-de-Champ. In: cassini.ehess.fr. Abgerufen am 1. August 2017 (französisch).
2. ↑  Bois-de-Champ auf cassini.ehess
3. ↑  Bois-de-Champ auf INSEE
4. ↑  Landwirtschaftsbetriebe auf annuaire-mairie.fr (französisch)
5. ↑  annuaire-mairie.fr (französisch)